# Cesare Asili
Cesare Asili (* 20. September 1924 in Moyo, Uganda; † 12. Oktober 1988) war ein ugandischer römisch-katholischer Geistlicher und Bischof von Lira.

## Leben
Asili schrieb sich 1938 ins Seminar von Lacor ein und empfing am 5. Juni 1955 die Priesterweihe. Nach Beendigung weiterer Studien in Rom wirkte er als Bildungssekretär im Bistum Arua. Eine besondere Rolle in Asilis Glauben spielte bereits in seiner Jugend die Marienverehrung, als Bischof gründete er später eine Maria geweihte Missionsgesellschaft.
Papst Paul VI. ernannte ihn am 12. Juli 1968 zum ersten Bischof des neuerrichteten Bistums Lira. Die Bischofsweihe spendete ihm am 27. Oktober desselben Jahres Laurean Kardinal Rugambwa, Bischof von Bukoba. Mitkonsekratoren waren Emmanuel Kiwanuka Nsubuga, Erzbischof von Kampala und späterer Kardinal, sowie Amelio Poggi, Apostolischer Pro-Nuntius in Uganda. 1969 empfing Asili Papst Paul VI. im Bistum Lira, im Dezember 1970 gründete er die Missionsgesellschaft Missionary Sisters of Mary Mother of the Church (MSMMC).
Cesare Asili erlag 1988 im Alter von 64 Jahren einem Schlaganfall.